# 中國匯融金融
中國匯融金融控股有限公司，簡稱中國匯融金融控股，以及中國匯融金融（英語：China Huirong Financial Holdings Limited，港交所：1290）是一家中国金融公司。

## 历史
在1999年，由朱天曉於江蘇蘇州（總部）成立「蘇州市吳中典當有限責任公司」。
董事長為陳雁南，總裁為吳敏。業務在中國內地經營短期抵押融資服務。
股份在2013年10月28日於港交所主板上市。招股價為2.28港元，全球發售為375,236,000股，集資額為9億港元。

## 連結
- cnhuirong.com（页面存档备份，存于）